# Elmet and Rothwell

Elmet et Rothwell dans le West Yorkshire.

La circonscription d'Elmet and Rothwell est une circonscription électorale britannique située dans le West Yorkshire, et représentée à la Chambre des communes du Parlement britannique depuis 2010 par Alec Shelbrooke, du Parti conservateur.